# Вси Светии (Лешани, 1926)
„Вси Светии“ (на македонска литературна норма: „Си Свети“) е православна църква, разположена в Лешанския манастир, край село Лешани, на около 25 километра от Охрид, Северна Македония.
Църквата е новият католикон на Лешанския манастир. Строежът ѝ започва в 1911 година след като старата църква „Вси Светии“ (1452) изгаря по време на Илинденско-Преображенското въстание в 1903 година. На камък в горния ляв ъгъл на южната стена е отбелязано 1911, а в горния десен – 25 VI. На плочка от бигор пише: Рис. Блаже. Осветена е в 1926 година. В архитектурно отношение представлява еднокорабна базилика. В май 2007 година е построен и трем.
Неизвестен автор е изписал нартекса и апсидата на олтара. Иконостасът е с резбовани венци. Владишкият трон е скромна изработка, разположен върху два лъва и има стара икона на Исус Христос. Иконите са дело на лазарополския зограф Кръстьо Николов и на сина му Рафаил Кръстев. Подът е от стара керамика и специални тухли.